# Assistência (beisebol)
No beisebol, uma assistência (denotado A) é uma estatística defensiva, sendo o beisebol um raro esporte no qual o time defensivo controla a bola. Uma assistência é premiada a todo jogador de defesa que defenda ou toque a bola (depois de batida pelo rebatedor) antes de um putout, mesmo se o contato for desintencional. Por exemplo, se uma bola bate na perna de um jogador e sobra para outro defensor, que queima o corredor, o primeiro jogador é creditado com uma assistência. Um defensor pode receber no máximo uma assistência por eliminação registrada. Uma assistência também é dada se um putout tivesse ocorrido, não fosse o erro de outro defensor. Um exemplo de tal situação seria quando o interbases defende uma bola limpamente, mas o primeira-base larga seu arremesso. Neste caso, o primeira-base receberia um erro, mas o interbases ainda receberia a assistência.
Se um arremessador marca um strikeout e o receptor pega o terceiro strike, o arremessador não é creditado com uma assistência. No entanto, se o batedor torna-se um corredor num terceiro strike não-receptado e o arremessador está envolvido no ganho de um putout (i.e., ele defende a bola e lança para a primeira base), o arremessador é creditado com uma assistência assim como qualquer outro defensor seria.
Assistências são uma estatística importante para os defensores externos, já que a jogada muitas vezes ocorre quando um corredor do time adversário tenta avançar pelos caminhos de base quando uma bola é rebatida para o campo externo (mesmo numa bola alta pega que resulte numa eliminação; veja tag up). É o dever do defensor externo defender a bola e fazer um lançamento preciso para outro defensor que está cobrindo a base antes que o corredor chegue nela. O defensor então tenta queimar o corredor. É especialmente importante se o corredor estivesse tentando chegar à home plate, já que a assistência impede o corredor de anotar uma corrida.
Assistências são muitos mais difíceis para defensores externos do que para defensores internos (com exceção do primeira-base) porque, além da jogada ser difícil de fazer, situações de assistência para o defensor externo ocorrem muito menos que a tradicional assistência em bola rasteira por um interbases, segunda-base ou terceira-base. Contudo, como resultado, assistências do campo externo valem muito mais que do campo interno, e dizem mais sobre o braço de lançamento de um defensor externo do que de um defensor interno.
Nos últimos anos, alguns estatísticos começaram a referir-se às assistências de defensores externos como baserunner kills. Alguns estatísticos também estão usando baserunner holds como uma estatística para medir os braços de defensores externos. Uma baserunner hold ocorre quando ele é impedido de tomar uma base extra. Isso pode ser combinado com as baserunner kills para uma maior exatidão, visto que os corredores muitas vezes não aspiram uma base extra quando um defensor externo com um braço excelente está jogando.